# Zoë Karbonopsina
Zoë Karbonopsina, död efter år 920, var en bysantinsk kejsarinna och regent, gift med Leo VI (kejsare). Hon var mor till Konstantin VII Porfyrogennetos, för vilken hon även ledde en förmyndarregering 914-919. 
Hon avled i kloster någon gång efter 920.

## Galleri

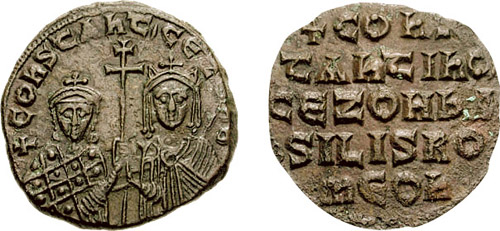
Konstantin VII Porfyrogennetos och Zoë Karbonopsina